# Zeitschrift für das Juristische Studium
Die Zeitschrift für das Juristische Studium (abgekürzt mit ZJS) ist eine juristische Ausbildungszeitschrift, die seit 2008 zweimonatlich ausschließlich im Portable Document Format auf der eigenen Homepage veröffentlicht wird. Dort sind sämtliche erschienenen Ausgaben unentgeltlich abrufbar. Diese sind jahrgangsweise paginiert und daher zitierfähig. Schriftleiter der Zeitschrift ist Thomas Rotsch, Professor an der Justus-Liebig-Universität Gießen.

## Inhalt
In der ZJS werden juristische Aufsätze, didaktische Beiträge, Übungsfälle sowie Entscheidungsbesprechungen und -anmerkungen aus den Bereichen Zivilrecht, Strafrecht und Öffentliches Recht veröffentlicht. Auch Grundlagenfächer wie die Rechtsgeschichte finden Berücksichtigung. Auch eine Rubrik für Verschiedenes besteht („Varia“). Hinzu kommt stets eine verglichen mit anderen Ausbildungszeitschriften wie etwa der JuS recht große Anzahl von Rezensionen zu ausbildungsrelevanter Literatur. Texte explizit zur Vorbereitung auf die zweite juristische Staatsprüfung finden sich hingegen nicht.